# Sociedade Imperatriz de Desportos
La Sociedade Imperatriz de Desportos est un club brésilien de football basé à Imperatriz dans l'État du Maranhão.

## Historique
- 1962 : fondation du club sous le nom de Sociedade Atlética Imperatriz
- 2000 : le club est renommé Sociedade Esportiva Imperatriz
- 2001 : le club est renommé Sociedade Imperatriz de Desportos

## Palmarès
| Compétitions nationales | Compétitions régionales |
| ----------------------- | --- |
| - Néant                 | - Championnat du Maranhão (3) : - Champion : 2005, 2015 et 2019 - Vice-champion : 1987, 1993, 2007, 2013 et 2018 - Coupe du Maranhão (pt) (1) : - Vainqueur : 1988 - Finaliste : 2006 et 2007 - Championnat d'Imperatriz (3) : - Vainqueur : 1990, 1993 et 2017 - Finaliste : 1991 |